# Küpelikız, Dulkadiroğlu
Küpelikız là một xã thuộc huyện Dulkadiroğlu, tỉnh Kahramanmaraş, Thổ Nhĩ Kỳ. Dân số thời điểm năm 2010 là 414 người.